# Вільям Джефферсон
Вільям Вінтер Джефферсон (англ. William Winter Jefferson; 6 квітня 1876 — 11 лютого 1946) — актор німого кіно.
Джефферсон народився в Лондоні в родині Сари та Джозефа Джефферсона, актора. Спочатку він навчався в Німеччині, щоб стати лікарем, але замість цього вирішив продовжити акторську кар'єру, як і його батько. Він був обраний до The Lambs у 1896 році.
Джефферсон знявся у фільмі 1913 року «Розшукується поліцією», за який отримав позитивні відгуки. Він зіграв одну з головних ролей у комедії «Кейстоун» «Яскраве світло».
Джефферсон помер у Гонолулу 11 лютого 1946 року.

## Особисте життя
Був одружений з акторкою Крісті Макдональд, потім на акторкою Вівіан Мартін у 1913 році. Після завершення акторської кар'єри він переїхав до Гонолулу, Гаваї, у 1928 році. Одружився востаннє з деякою Мері в Гонолулу в 1936 році.

## Фільмографія
- 1916 — Він зробив і не зробив це / He Did and He Didn't
- 1916 — Інша людина
- 1916 — Помилки його дружини
- 1916 — Яскраве світло